# Wives Under Suspicion
Wives Under Suspicion is een Amerikaanse misdaadfilm uit 1938 onder regie van James Whale. Destijds werd de film in Nederland uitgebracht onder de titel Vrouwen onder verdenking.

## Verhaal
Shaw MacAllen vermoordt zijn overspelige vrouw. De openbare aanklager Jim Stowell tracht hem achter tralies te krijgen. Tijdens de rechtszaak begint Stowell zijn eigen vrouw van overspel te verdenken. Hij wil haar ook vermoorden.

## Rolverdeling
| Acteur           | Personage     |
| ---------------- | ------------- |
| Warren William   | Jim Stowell   |
| Gail Patrick     | Lucy Stowell  |
| Constance Moore  | Elizabeth     |
| William Lundigan | Phil          |
| Ralph Morgan     | Shaw MacAllen |
| Cecil Cunningham | Sharpy        |
| Samuel S. Hinds  | David Marrow  |
| Milburn Stone    | Kirk          |
| Lillian Yarbo    | Creola        |
| Jonathan Hale    | Allison       |